# Stazione di Ashikagashi
La stazione di Ashikagashi (足利市駅?, Ashikagashi-eki) è una stazione ferroviaria situata nel quartiere di Ashikaga, a Tochigi, in Giappone, ed è servita dalle linee linea Tōbu Isesaki delle Ferrovie Tōbu.

## Linee
Ferrovie Tōbu
● Linea Tōbu Isesaki

## Struttura
| 1 | ● Linea Tōbu Isesaki | per Tatebayashi, Kuki, Tōbu Dōbutsukōen, Kita-Senju e Asakusa |
| 2 | ● Linea Tōbu Isesaki | per Ota e Isesaki                                             |

## Stazioni adiacenti
| «                  | Servizio               | »                  |
| Linea Tōbu Isesaki | Linea Tōbu Isesaki     | Linea Tōbu Isesaki |
| ------------------ | ---------------------- | ------------------ |
| Tōbu-Izumi         | Locale                 | Yashū-Yamabe       |
| Tōbu-Izumi         | Semiespresso sezionale | Yashū-Yamabe       |
| Tōbu-Izumi         | Espresso sezionale     | Yashū-Yamabe       |